# 斑鰭粒鯰
斑鰭粒鯰，為輻鰭魚綱鯰形目粒鯰科的其中一種，為熱帶淡水魚，分布於亞洲泰國湄公河及Chao Phrya流域，體長可達3.1公分，棲息在泥底質底層水域，生活習性不明。